# Tępski Młyn
Tępski Młyn – osada w Polsce położona w województwie pomorskim, w powiecie wejherowskim, w gminie Luzino.